# Anitjkov-broen
Anitjkov-broen (russisk: Аничков мост; tr. Anitjkov Most) er en bro i Sankt Petersborg i Rusland, der fører hovedgaden Nevskij Prospekt over floden Fontanka.
Anitjkov-broen er den ældste og mest berømte af broerne over Fontanka. Den første bro blev opført i 1715-16 på ordre af Peter den Store og opkaldt efter sin konstruktør, Mikhail Anitjkov. Den nuværende bro blev opført 1841-42 og blev ombygget i 1906-08. Broen er kendt for sine fire berømte hesteskulpturer fra 1849-50 og er nævnt i værker af Pusjkin, Gogol og Dostojevskij.